# 시럴 가드너

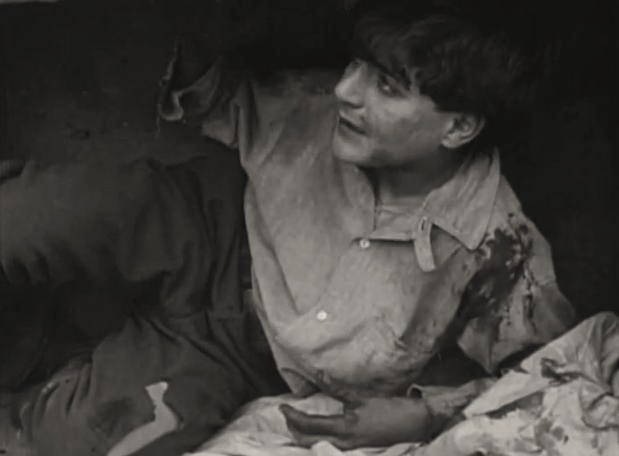

시럴 가드너(Cyril Gardner, 1898년 5월 30일 ~ 1942년 12월 30일)는 프랑스의 영화 감독, 배우, 영상 편집자, 각본가, 영화배우, 영화 프로듀서이다.
파리에서 태어났으며 할리우드에서 사망하였다. 사인은 심근 경색이다.

## 영화
- 로얄 패밀리 오브 브로드웨이 (1930년)